# Julian (film)
Julian is een toekomstige Belgisch-Nederlandse biografische dramafilm, geregisseerd en mede geschreven door Cato Kusters en haar filmregiedebuut. De film is gebaseerd op het autobiografisch boek van Fleur Pierets uit 2019. De hoofdrollen worden vertolkt door Nina Meurisse en Laurence Roothooft.

## Verhaal
Julian en Fleur zijn twee vrouwen die smoorverliefd op elkaar zijn. Ze besluiten om te trouwen in de tweeëntwintig landen waar het huwelijk tussen vrouwen toegelaten is. Met dit ambitieus en in hun ogen noodzakelijk 'Project 22' willen ze op een positieve manier gelijke huwelijksrechten onder de aandacht brengen. Maar na hun vierde huwelijk in Parijs moeten ze noodgedwongen hun project stopzetten.

## Rolverdeling
| Acteur             | Personage |
| ------------------ | --------- |
| Nina Meurisse      | Fleur     |
| Laurence Roothooft | Julian    |
| Jennifer Heylen    |           |
| Peter Seynaeve     |           |
| Rosalia Cuevas     |           |
| Claire Bodson      |           |
| Yannick De Coster  |           |

## Productie
Julian is de eerste Vlaamse speelfilm van het productiehuis The Reunion van Michiel en Lukas Dhont, in coproductie met Les Films du Fleuve van de gebroeders Dardenne en het Nederlandse Topkapi Films. De film is het speelfilmregiedebuut van Cato Kusters die met haar korte film Finns Hiel in 2022 de Award for Best Belgian Student Short won in de studentenkortfilmcompetitie op het Film Fest Gent.

## Release
Julian staat gepland om in september 2025 in première te gaan in de Discovery-selectie van het Filmfestival van Toronto. Het is sinds Home van Fien Troch in 2016 geleden dat er nog een Belgische vrouwelijke regisseur deel uitmaakte van de officiële selectie op het filmfestival.